# Operacja Ariel
Operacja Ariel – kryptonim ewakuacji alianckich wojsk z zachodniej Francji podczas II wojny światowej, w obliczu upadku tego państwa w wyniku niemieckiej inwazji (Fall Gelb) w 1940 roku.

## Historia

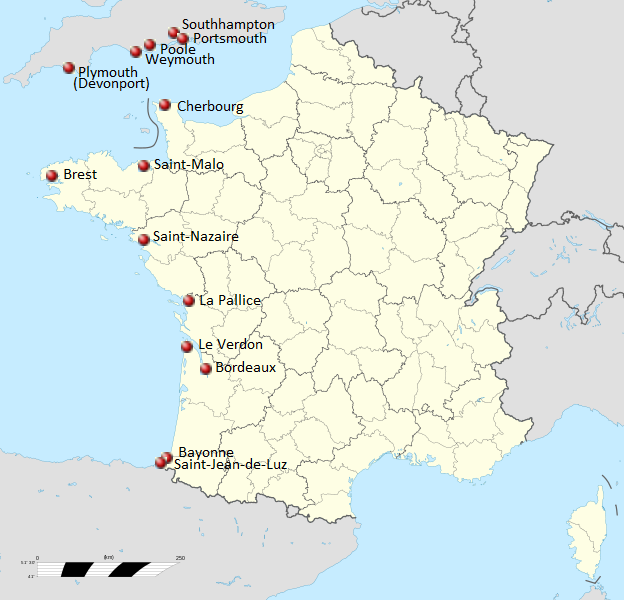
Porty wykorzystywane podczas ewakuacji

Operacją Ariel dowodził z kwatery w Portsmouth adm. William Milbourne James. Akcja rozpoczęta 14 czerwca była prowadzona w oparciu o porty Cherbourg i Saint-Malo, a zakończyła się 25 czerwca na mocy postanowień zawieszenia broni podpisanego przez francuski rząd. Równolegle ewakuacja prowadzona była z portów Saint-Nazaire, Brest i Nantes w Zatoce Biskajskiej, gdzie dowodził adm. Martin Eric Nasmith z Western Approaches Command.
Podczas operacji przetransportowano ponad 215 000 brytyjskich, francuskich, polskich i kanadyjskich żołnierzy, którą to liczbę należy dodać do 338 226 ludzi ewakuowanych z Dunkierki (operacja Dynamo).
Operacja Ariel - mniej znana i mniej dramatyczna niż ciężkie walki pod Dunkierką (kiedy to niespodziewana przerwa w niemieckich działaniach pozwoliła przewieźć do Anglii znaczną liczbę brytyjskich i francuskich żołnierzy) - zakończona została pomyślnie, a jedyną poważną stratą było zatopienie w pobliżu Saint-Nazaire 17 czerwca statku pasażerskiego RMS „Lancastria” przez bombowce Ju 88 z II. Gruppe/Kampfgeschwader 30 (zginęło około 5 800 ludzi).
Ostatniego dnia ewakuacji, 25 czerwca, kanadyjski niszczyciel HMCS „Fraser” został przypadkowo staranowany i zatopiony przez krążownik przeciwlotniczy HMS „Calcutta” w ujściu Żyrondy, podczas rejsu do Bordeaux. Około 4 000 żołnierzy utraciło szansę na ewakuację na pokładach tych okrętów.